# 아프간령 튀르키스탄

아프가니스탄의 민족지도. 남튀르키스탄 지역에는 튀르크멘인(분홍색), 우즈베크인(갈색), 타지크인(노란색)이 주로 거주한다.

아프간령 튀르크스탄 또는 남튀르크스탄이라고도 하는 아프간령 튀르크스탄은 아프가니스탄 북부에 있는 지역으로 구 소련의 공화국인 투르크메니스탄, 우즈베키스탄 및 타지키스탄과 국경을 접하고 있다. 19세기에 아프가니스탄에는 마자르에 샤리프를 지방수도로 하는 튀르키스탄이라는 지역이 있었다. 이 지역은 현재의 발흐, 쿤두즈, 조우잔, 사르에 폴, 파랴브주의 영토를 통합했다. 1890년에 카타르한바다흐샨주는 튀르키스탄주에서 분리되었다. 그것은 나중에 압두르 라흐만에 의해 폐지되었다.
북동쪽 아무다리야와 코차강이 만나는 지점부터 남서쪽 헤라트주에 이르는 아프간령 튀르키스탄 전체 영토는 길이가 약 800km(500마일)였으며 러시아 국경에서 힌두쿠시까지의 평균 너비는 183km(114마일)였다. 따라서 약 150,000km2(57,000제곱마일) 또는 옛 아프가니스탄 왕국의 약 9분의 2로 구성되었다.

## 같이 보기
- 러시아령 튀르키스탄